# Time Space EP
Singles de Nana Mizuki
Synchrogazer
(2012) Bright Stream
(2012)
Time Space EP est le 27e single de la chanteuse et seiyū japonaise Nana Mizuki sorti le 6 juin 2012 sous le label King Records. Il arrive 3e à l'Oricon. Il se vend à 52 974 exemplaires la première semaine et reste classé 12 semaines pour un total de 75 283 exemplaires vendus durant cette période.
Metro Baroque a été utilisé comme thème d'ouverture du film BLOOD-C The Last Dark. Party! Party! a été utilisé comme thème musical pour l'émission Rank Okoku sur TBS TV. Jikuu Sapphire a été utilisé comme thème musical pour la publicité de Meiji Kajuu Gumi Megumi to Taiyou II. One a été utilisé comme thème de fermeture pour l'émission Animal Wonder. Metro Baroque se trouve sur l'album Rockbound Neighbors.

## Liste des titres
| 1. | Metro Baroque (METRO BAROQUE)   |  |
| 2. | Party! Party! (PARTY!PARTY!)    |  |
| 3. | Jikuu Sapphire (時空サファイア) |  |
| 4. | One (ONE)                       |  |